# Szyszyniak zarodkowy
Szyszyniak zarodkowy (łac. pineoblastoma, ang. pineoblastoma, pinealoblastoma) – rzadki, szybko rosnący nowotwór ośrodkowego układu nerwowego wywodzący się z niezróżnicowanych komórek szyszynki. Należy do grupy prymitywnych guzów neuroektodermalnych (PNET). Histologicznie należy do guzów drobnookrągłoniebieskokomórkowych i nie daje się praktycznie odróżnić od rdzeniaka. W patogenezie guza może mieć udział mutacja germinalna genu RB1, wywołująca obustronnego siatkówczaka; jako że szyszynka bywa określana "trzecim okiem", taka sytuacja kliniczna potrójnego guza określana jest jako siatkówczak trójstronny.

## Klasyfikacja ICD10
| kod ICD10     | nazwa choroby                                                                     |
| ------------- | --------------------------------------------------------------------------------- |
| ICD-10: C75   | Nowotwór złośliwy innych gruczołów wydzielania wewnętrznego i struktur pokrewnych |
| ICD-10: C75.3 | Szyszynka                                                                         |